# Замок Шальго
Замок Шальго (венг. Salgó vára) — венгерская крепость, находящаяся недалеко от Шальготарьяна, медье Ноград, в 120 км от Будапешта. Первоначально построен как башня кланом Качичей в XIII веке, чтобы противостоять монгольским нашествиям, он был позже перестроен в крепость королём Бела IV. Во время гуситской войны крепость была захвачена в 1460 году и снова захвачена османской армией в XVI веке. В конечном итоге право собственности на замок перешло к Балинту Балаши и его семье, один из членов семьи забросил замок и оставил его в руинах. Сегодня замок Шальго — известное туристическое место. Шальго виден с башен близлежащего замка Шомошка, через границу со Словакией.

## История
Значение слова «Salgó» — «сияние», однако до сих пор не ясно, было ли название Salgó названием вулканической вершины, на которой стоит замок, или же это место стали называть так после того, как была возведена башня.
Сначала на месте нынешнего замка стояла укрепленная башня. Она была построена кланом Качичей, которые были лордами вокруг этих холмов в XIII веке. Башня была построена из-за повторяющихся монгольских нашествий в 1241-1242 годах, поскольку только укрепленные города или замки могли противостоять их атакам. Монголы не были способны к осадам. После одного вторжения король Бела IV приказал укрепить усадьбы и города, а также построить новые крепости.
Затем Сальго начал развиваться как небольшая башня (7,5 x 9,5 м) с небольшим замковым двором. Считается, что подвал башни использовался как тюрьма. Под башней была построена цистерна для сбора воды из-за трудностей с получением водоснабжения на вулканической скале. В этом замке было две цистерны, и вода была необходима не только для питья, но и для пожаротушения.

### XV век
В 1460 году гуситы захватили небольшую крепость Шальго. Король Матьяш отвоевал её в том же году и передал Запольяи. Этот период стал началом золотого века замка Шальго. Нижний двор замка был дополнительно застроен, а верхний двор замка был крытым и стал жилым помещением. Хозяин замка не жил в замке, но его заместитель жил в верхнем дворе. В нижнем дворе замка были конюшни и склады.
В XVI веке на восточной стороне скалы была построена огромная пятиугольная зубчатая стена (14 x 15 м). Даже это укрепленное сооружение не смогло выдержать османское нападение. Рассказывали легенды, что бей Хамза Кара, губернатор Сечени и Хатвана, захватил замок хитростью. Он заставил своих солдат положить стволы деревьев на лафеты и затолкать их под крепость. Солдаты в башне подумали, что стволы были настоящими пушками, так как они плохо видели в тумане. Затем они передали замок Шалго. На самом деле крепость была разрушена османской армией. Они установили артиллерию на вершине соседнего холма, напротив Шальго, который назывался Киш-Шалго (Малый Шальго) или Босзорканёкё (скала ведьм).
Великий венгерский поэт Балинту Балаши попал в крепость, когда в замке все ещё стояла османская армия. После его смерти его сыновья Балинт и Ференц  не могли решить, кто является владельцем, и между ними длилась тяжба. В 1593 году Михаэль Палффи и Кристоф фон Тиффенбах снова заняли замок. Балинт Балаши умер в 1594 году во время осады Эстергома. Племянник Балинта унаследовал руины замка, но он оставил его в покое.

### Современный период
Руины заросли травой и кустарником вплоть до XIV века, когда в 1845 году другой известный венгерский поэт Шандор Петёфи поднялся в руины замка, атмосфера руин заставила его написать свою романтическую поэму под названием «Salgó». Это трагическая история о клане Комполти, лордах Шальго, которые тиранизировали регион, находившийся под их властью. История основана на традиционной легенде.
Сегодня замок Шальго — популярное туристическое место.

## Галерея

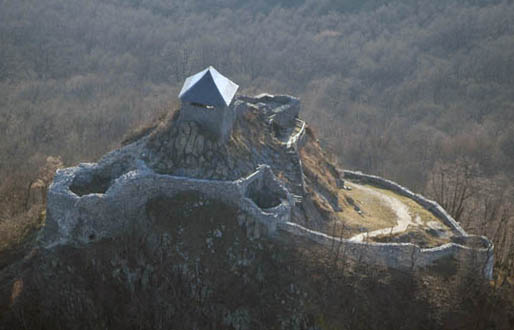
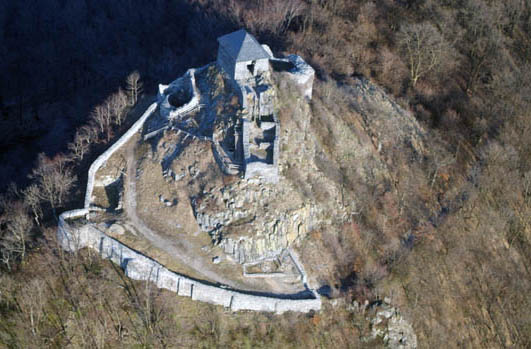
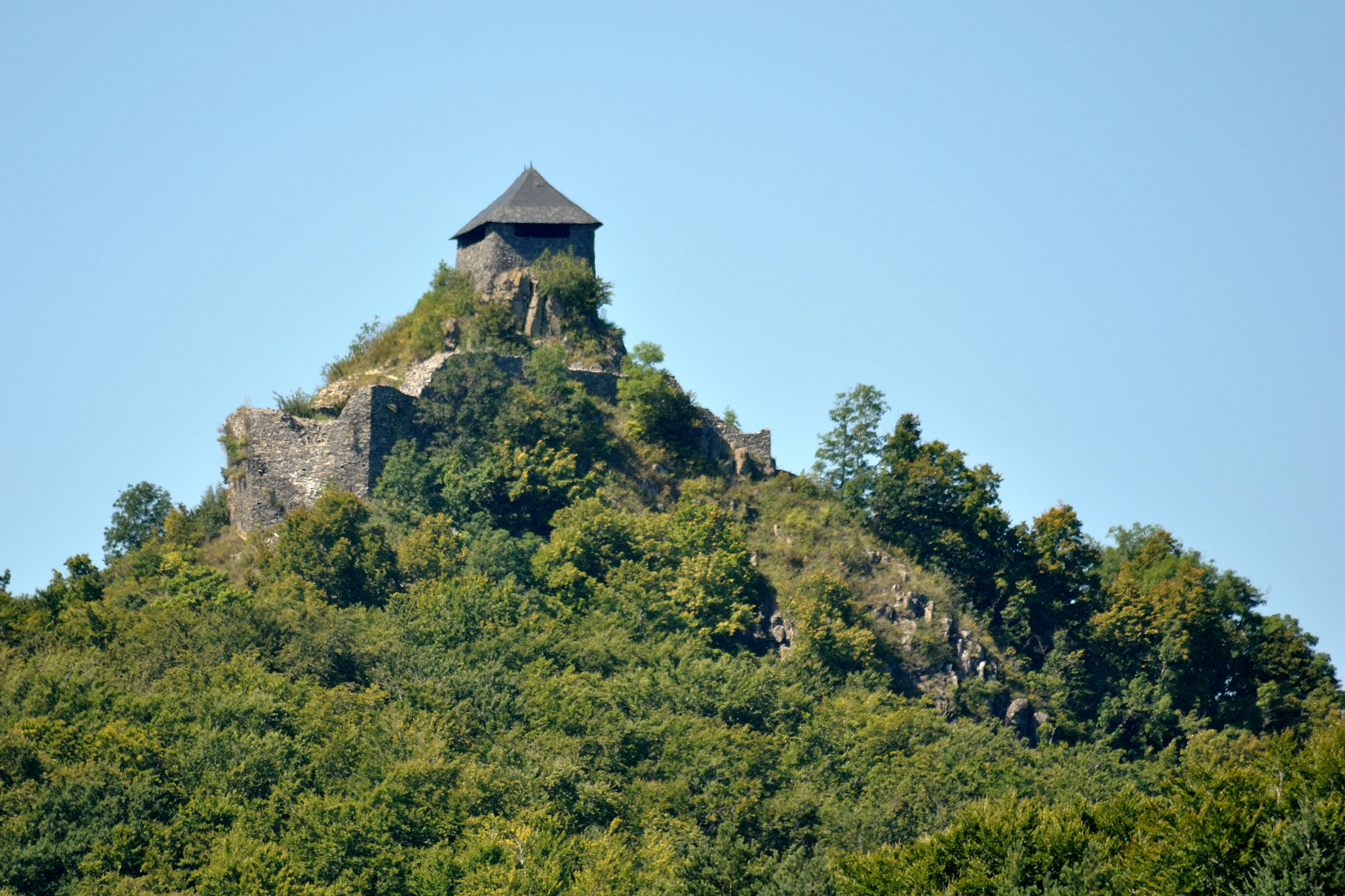
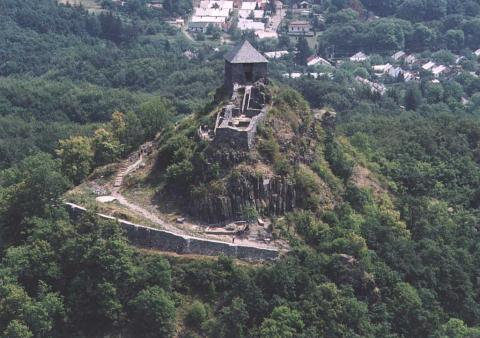
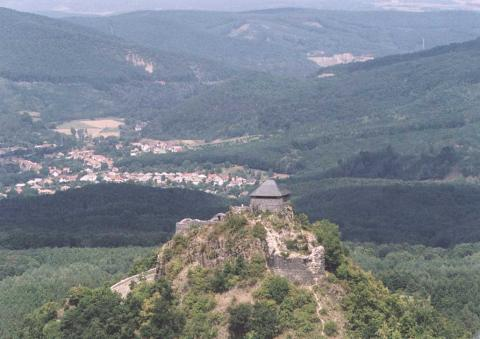